# Phrynopus auriculatus
Phrynopus auriculatus es una especie de anfibio anuro de la familia Craugastoridae.

## Distribución geográfica
Esta especie es endémica de la provincia de Oxapampa en la región de Pasco, Perú. Habita en las cercanías de Oxapampa a unos 2600 m de altitud en la Cordillera Oriental.

## Publicación original
- Duellman & Hedges, 2008 : Two new minute species of Phrynopus (Lissamphibia: Anura) from the Cordillera oriental in Peru. Zootaxa, n.º 1675, p. 59-66[5]